# Greg Owen
Greg Owen (Mansfield, 19 februari 1972) is een Engelse golfprofessional die sinds 2004 op de Amerikaanse PGA Tour speelt.
Nadat Owen in 1992 professional werd, haalde hij in 1997 een spelerskaart voor de Europese Tour. Daar speelde hij 158 toernooien voordat hij in 2003 zijn eerste overwinning behaalde. Vanaf dat moment speelde hij op de PGA Tour in de Verenigde Staten en verhuisde hij naar Florida. Eind 2007 verloor hij zijn spelerskaart dus in 2008 speelde hij weer op de Natioonwide Tour. Aan het einde van het seizoen promoveerde hij weer terug naar de PGA Tour. Eind 2010 verloor hij zijn kaart werderom, dus in 2011 was hij weer op de Nationwide Tour. Via de Tourschool kwam hij in 2012 weer op de PGA Tour.   
In 2001 was hij de 6de speler in de geschiedenis van het Brits Open die erin slaagde een albatros te maken. 

## Gewonnen
Challenge Tour
- 1996: Gosen Challenge

Europese Tour
- 2003: Daily Telegraph Damovo British Masters

Web.com Tour
- 2014: United Leasing Championship